# Order (befallning)
Order (franska ordre, befallning) är en befallning som ges av en auktoritet, vanligtvis chef eller förman.
Order används speciellt inom militära sammanhäng och avser då befälhavares (muntliga eller skriftliga) föreskrifter till befälhavarens underlydande. Bestämmelser rörande tjänsten i fred meddelades tidigare som regementsorder, kompaniorder osv. I Sverige har dessa ersatts av termen tjänstemeddelande.
Order, som omfattar en längre tid eller är av större vikt, bör vara skriftlig. Order ställs normalt till närmast underlydande befälhavare och fortplantas av dessa vidare, orderväg. Alltefter den myndighet, från vilken order utgår, benämns de högkvartersorder, fördelningsorder, regementsorder osv. En samfälld order är lika lydande till alla underbefälhavare (vanligen utlämnad vid orderuttagning).
För att underlätta uppsättandet och uppfattandet av order iakttages inom varje armé en viss norm för den yttre formen.
Kontraorder är en order som går emot en tidigare given order och den ska då antingen inte längre följas eller utföras på annat sätt.